# Polymeridium subcinereum
Polymeridium subcinereum är en lavart som först beskrevs av William Nylander, och fick sitt nu gällande namn av R. C. Harris. Polymeridium subcinereum ingår i släktet Polymeridium och familjen Trypetheliaceae.   Inga underarter finns listade i Catalogue of Life.